# Giovanni Fasce
Giovanni Fasce (Genova, 21 maggio 1970) è un allenatore di calcio ed ex calciatore italiano, di ruolo difensore.

## Carriera

### Giocatore
Cresce nelle giovanili del Genoa. Con i rossoblu disputò un incontro della Coppa Italia 1989-1990 ed uno nella Coppa Mitropa 1990, chiusa dai Grifoni al secondo posto.
Nel 1990 debutta fra i professionisti con il Venezia in Serie C1, mentre l'anno successivo milita ancora nella stessa categoria con l'Empoli.
Nel 1992 passa al Pisa dove gioca per due stagioni da titolare in Serie B; nell'estate 1994 rimane svincolato a causa del fallimento del sodalizio nerazzurro e si trasferisce al Bologna in Serie C1 dove contribuisce alla vittoria del campionato (che i felsinei chiudono con ben 22 punti di vantaggio sulla seconda).
La stagione seguente passa alla SPAL dove gioca due stagioni di Serie C1.
In seguito milita per un anno nell'Avellino, prima di passare al Fidelis Andria dove disputa la sua ultima annata in Serie B.
Successivamente indossa le maglie di Como, Alessandria e Castellazzo Bormida.
In carriera ha totalizzato 90 presenze (e 3 reti) in Serie B, 169 presenze in Serie C1 (con 6 reti) e 23 gare in Serie C2 (con una rete).

### Allenatore
Nel 2005 diviene allenatore/giocatore del Castellazzo Bormida.
Ha allenato la Novese nella Serie D 2010-2011. Nella Serie D 2011-2012 siede sulla panchina del Villalvernia Val Borbera con il quale non trova l'accordo per prolungare a fine stagione e rimane libero.
Il 22 ottobre 2012 ritorna ad allenare la Novese nella Serie D 2012-2013 subentrando a Fabrizio Viassi.
Nell'estate 2013 viene ingaggiato dall'OltrepoVoghera, che abbandonerà prima dell'inizio del campionato per andare ad allenare gli allievi del Genoa.

## Palmarès

### Giocatore

#### Competizioni nazionali
- Serie C1: 1

Bologna: 1994-1995